# Rhododendron auritum
Rhododendron auritum är en ljungväxtart som beskrevs av Tagg. Rhododendron auritum ingår i släktet rododendron, och familjen ljungväxter. Inga underarter finns listade i Catalogue of Life.